# Claudia Faniello
Claudia Faniello (Qawra, 1988. február 25. –) máltai énekes, Fabrizio Faniello húga.

## Életpályája
2009-től 2013-ig a Malta Song for Europe fesztiválon lépett fel.
Ő képviselte Máltát a 2017-es Eurovíziós Dalfesztiválon Kijevben a Breathlessly című dalával. Az elődöntőben 55 pontot gyűjtött, így a 16. helyezést érte el, és ezért nem sikerült bejutnia a döntőbe.

## Diszkográfia

### Albumok
- Convincingly Better (2010)

### Dalok
- "Ma Nafx" (2006)
- "High Alert!" (2006)
- "Wild Flower" (2007)
- "L-imhabba ghamja (2007)
- "Caravaggio" (2008)
- "Sunrise" (2008)
- "Blue Sonata" (2009)
- "Samsara" (2010)
- "I Hate This Song" (2010)
- "Movie In My Mind" (2011)
- "Pure" (2012)
- "When It's Time" (2013)
- "One fine day" (2014)
- "Miles Away" (2015)
- "You Said" (2016)
- "Breathlessly" (2017)